# One (C418)
One è il diciassettesimo album del musicista e compositore tedesco Daniel Rosenfeld, in arte C418, pubblicato sul suo blog di Bandcamp il 23 dicembre 2012.
Parte dei brani contenuti su questo album fungono da colonna sonora al documentario "Minecraft: The Story of Mojang", incentrato sulla storia della casa produttrice di videogiochi svedese Mojang e sul suo gioco più famoso, Minecraft.
Rosenfeld nel suo sito ha scritto a proposito di One: 
but I think this album has become even bigger than that.»
(C418)
L'album, di fatto, subito dopo la pubblicazione, venne accolto positivamente dai fan dell'artista.

## Analisi
One è composto da ben 31 tracce proprio come il predecessore Life Changing Moments Seems Minor in Pictures. cliffside hinson, surface pension e certitudes in particolare sono i brani su cui si basa tutta l'opera, che non è che un continuo remix di queste canzoni. All'album partecipano anche gli artisti Nifflas, Disco e Laura Shigihara.

## Tracce
Tutti i brani sono stati composti, missati, eseguiti e prodotti da Daniel Rosenfeld.
1. cliffside hinson – 3:46
2. surface pension – 6:34
3. independent accident – 4:11
4. danny makes chiptune – 2:46
5. the first million – 3:19
6. certitudes – 4:33
7. impostor syndrome – 2:24
8. buildup errors – 3:26
9. for the sake of making games – 1:33
10. preliminary art form – 3:07
11. lawyer cage fight – 1:58
12. lost cousins – 1:31
13. total drag – 2:47
14. drunken carboni – 3:04
15. the weirdest year of your life – 3:58
16. swarms – 2:51
17. diskdance – 2:22
18. pr department – 1:25
19. faux video production – 3:08
20. one last game – 1:19
21. this doesn't work – 5:30
22. wooden love – 1:33
23. I glove thy flob – 1:47 – feat. disco
24. post success depression – 3:12
25. social lego – 4:51
26. jayson glove – 3:18
27. clumsiness and innovation – 3:03
28. no pressure – 3:04
29. one – 2:27
30. fifflas – 1:34 – feat. Nifflas
31. tsuki no koibumi – 5:07 – feat. Laura Shigihara